# Glafsfjord
De Glafsfjord is een meer (en ondanks de naam dus geen fjord) in het westen van het landschap Värmland in Zweden. Het meer heeft een oppervlakte van 102 km² en is maximaal 36 meter diep. Het meer is via de rivier de Byälven verbonden met het Vänermeer. De grootste stad aan het meer is Arvika. Deze stad is ook de grootste havenstad in het binnenland van Zweden.